# فطريات ناقصة
الفطريات الناقصة أو الغير كاملة (الاسم العلمي: Deuteromycota) أو فطريات مشتبهة (بالإنجليزية: anamorphic fungi)‏ يندرج حدرها أكثر من 3000 نوع ذات غزل فطري مقسم وهي فطريات لم يكتشف فيها التكاثر الجنسي بعد ولهذا سميت بهذا الاسم، حيث تتكاثر لاجنسيا بواسطة الأبواغ الكونيدية. لذا من المهم ملاحظة أنه إذا تم اكتشاف طريقة التكاثر الجنسي لنوع ما فإنه يعاد تصنيفه تحت القسم الموافق لطريقة تكاثره. ومع تقدم العلم وتيسر كشف طرق التكاثر الجنسي، أعيد تصنيف أغلب أنواع هذا القسم تحت قسم الفطريات الزقية (الكيسية) ومثال على ذلك فطر المغزلاوية والبنسليوم (قطر البنسلين) وفطر الشعروية والرشاشية وكذلك فطر السفيدة البيضاء والتي صنفت كفطريات زقية.